# Cystidiodontia laminifera
Cystidiodontia laminifera är en svampart som först beskrevs av Berk. & M.A. Curtis, och fick sitt nu gällande namn av Hjortstam 1990. Cystidiodontia laminifera ingår i släktet Cystidiodontia och familjen Cystostereaceae.   Inga underarter finns listade i Catalogue of Life.